# RSS Stalwart (72)
RSS Stalwart (72) là tàu khu trục lớp Formidable thuộc biên chế của Hải quân Singapore. Tàu được bắt đầu đóng từ 9 tháng 12 năm 2005 và hạ thủy vào 16 tháng 1 năm 2009.

## Thiết kế và đóng tàu
Radar mặt cắt ngang (RCS) giảm các tính năng đã được kết hợp với thiết kế lớp Formidable, với mặt vỏ phao và vách ngăn cũng như che giấu các tàu thuyền và thiết bị bổ sung trên biển phía sau lớp RCS thấp. Lớp Formidable có một cấu hình giảm đáng kể so với lớp "La Fayette" và các biến thể của nó, do cấu trúc trên nhỏ hơn và việc sử dụng công nghệ cột cảm biến kèm theo. Tàu khu trục này cũng được chế tạo hoàn toàn bằng thép, không giống như lớp "La Fayette", sử dụng rộng rãi các cấu trúc kết cấu tiết kiệm trọng lượng trong khối thượng tầng của nó. Các tàu khu trục nhỏ cũng có khả năng hoạt động lâu trên biển tốt hơn và có thể ở lại trên biển trong thời gian dài hơn.

## Các tàu cùng lớp
Việc tìm kiếm một sự thay thế cho những chiếc pháo phòng thủ tên lửa đạn đạo được đưa vào sử dụng năm 1972 bắt đầu vào giữa những năm 1990. Hoa Kỳ, Thụy Điển và Pháp đã tham gia vào cuộc đấu thầu hợp đồng này.. Tháng 3 năm 2000, Bộ Quốc phòng Singapore đã trao hợp đồng cho công ty DCNS để thiết kế và đóng tàu của sáu tàu khu trục nhỏ. Một đặc điểm chính của hợp đồng là sự sắp xếp chuyển giao công nghệ. Theo thoả thuận này, DCNS đã thiết kế và chế tạo tàu khu trục đầu tiên trong nhà máy đóng tàu Lorient ở Pháp, trong khi 5 tàu khu trục còn lại sẽ được đóng tại Singapore bởi công ty Singapore Technologies (ST) Marine tại nhà máy đóng tàu Benoi tại Singapore. Việc bảo dưỡng và bảo dưỡng thiết kế lại giữa các lần tiếp theo sẽ do ST Marine thực hiện.
Việc đóng Formidable bắt đầu vào cuối năm 2002, khi bắt đầu đặt lườm tàu đầu tiên tại Lorient vào tháng 11 năm 2002.
| Tên                 | Số hiệu | Đặt lườm            | Hạ thủy             | Tình trạng |
| ------------------- | ------- | ------------------- | ------------------- | ---------- |
| RSS Formidable (68) | 68      | 7 tháng 1 năm 2004  | 5 tháng 5 năm 2007  |            |
| RSS Intrepid (69)   | 69      | 3 tháng 7 năm 2004  | 5 tháng 1 năm 2008  |            |
| RSS Steadfast (70)  | 70      | 28 tháng 1 năm 2005 | 5 tháng 2 năm 2008  |            |
| RSS Tenacious (71)  | 71      | 15 tháng 7 năm 2005 | 5 tháng 2 năm 2008  |            |
| RSS Stalwart (72)   | 72      | 9 tháng 12 năm 2005 | 16 tháng 1 năm 2009 |            |
| RSS Supreme (73)    | 73      | 9 tháng 5 năm 2006  | 16 tháng 1 năm 2009 |            |